# Fitoplasma
Il fitoplasma è un parassita delle piante, appartenente alla classe dei Mollicutes, la cui sopravvivenza è possibile solo all'interno della pianta ospite e dell'insetto vettore. I fitoplasmi sono batteri privi di parete cellulare e quindi pleomorfi.

## Caratteristiche
Non hanno un vero nucleo anche se contengono sia DNA che RNA. Sono coltivabili in vitro su substrati di crescita artificiale, ma non in purezza e non su substrati selettivi. Essi sono associati a malattie delle piante, sono localizzati nel floema e trasmessi da insetti dotati di apparato boccale pungente succhiante (afidi, cicadellidi). I fitoplasmi colonizzano il floema delle piante e la loro presenza è associata a tipici sintomi di ingiallimento fogliare; scopazzi e riduzione di dimensioni della pianta (nanismo).
Una delle più gravi malattie associate alla presenza di fitoplasmi è la flavescenza dorata della vite, trasmessa dall'emittero Scaphoideus titanus; un'altra associata a sintomi identici  è il legno nero, trasmesso dallo Hyalesthes obsoletus e un'ulteriore malattia è l'ingiallimento letale della palma da cocco.

## Classificazione
La classificazione dei fitoplasmi è piuttosto complessa. Sono stati distinti grazie a tecniche molecolari, dai micoplasmi, patogeni per l'uomo e gli animali; ed il nome di fitoplasmi è assegnato agli organismi esclusivamente fitopatogeni. Lo studio del gene ribosomico 16S ha portato alla loro classificazione in gruppi ribosomici e in differenti specie Candidatus Phytoplasma.